# Saint-Sauveur-le-Vicomte
Saint-Sauveur-le-Vicomte is een gemeente in het Franse departement Manche (regio Normandië). De plaats maakt deel uit van het arrondissement Cherbourg. Saint-Sauveur-le-Vicomte telde op 1 januari 2022 2.088 inwoners.

## Geografie
De oppervlakte van Saint-Sauveur-le-Vicomte bedroeg op 1 januari 2022 34,27 vierkante kilometer; de bevolkingsdichtheid was toen 60,9 inwoners per km².

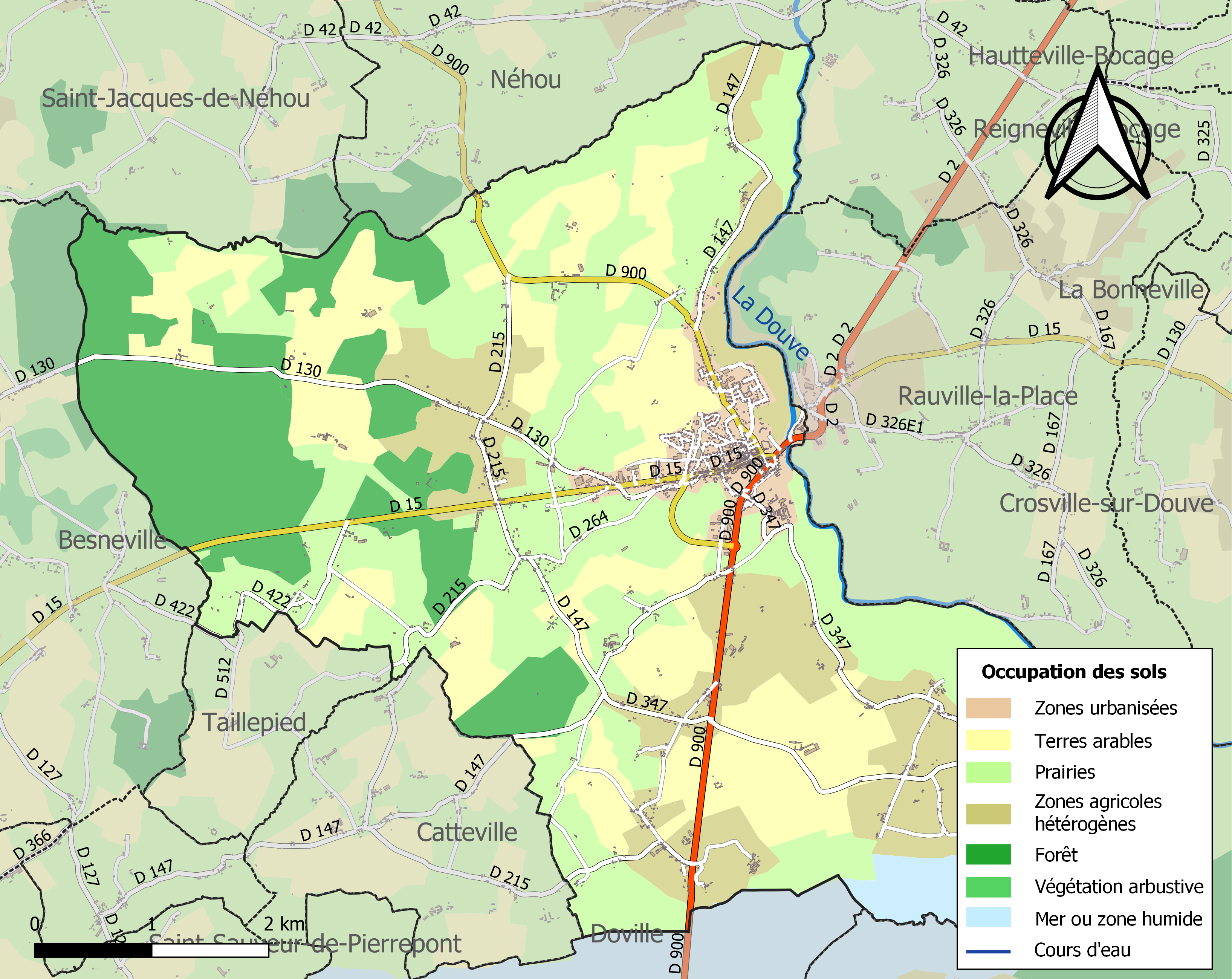
Kaart van de gemeente met de belangrijkste infrastructuur, bodemgebruik en omliggende gemeenten

## Demografie
Onderstaande figuur toont het verloop van het inwonertal (bron: INSEE-tellingen).

## Geboren
- Jules-Amédée Barbey d'Aurevilly (1808-1889), criticus en romanschrijver